# 博措纳德
博措纳德，是匈牙利赫维什州所辖的一个村。总面积29.56平方公里，总人口1327，人口密度44.9人/平方公里（2011年1月1日）。